# 飾帶 (建築)

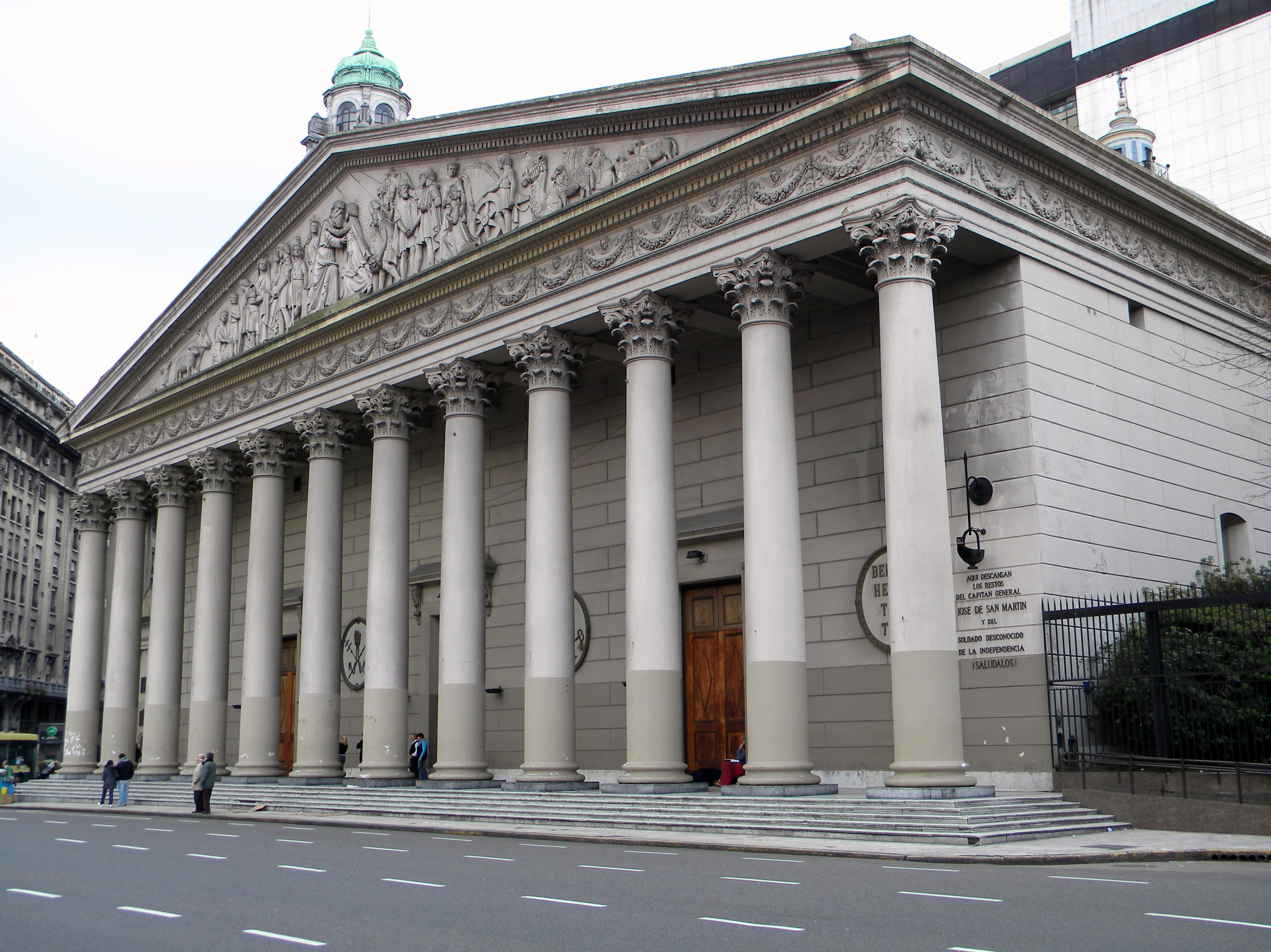
圖中可見在楣樑及簷口間以花綵雕刻裝飾的飾帶

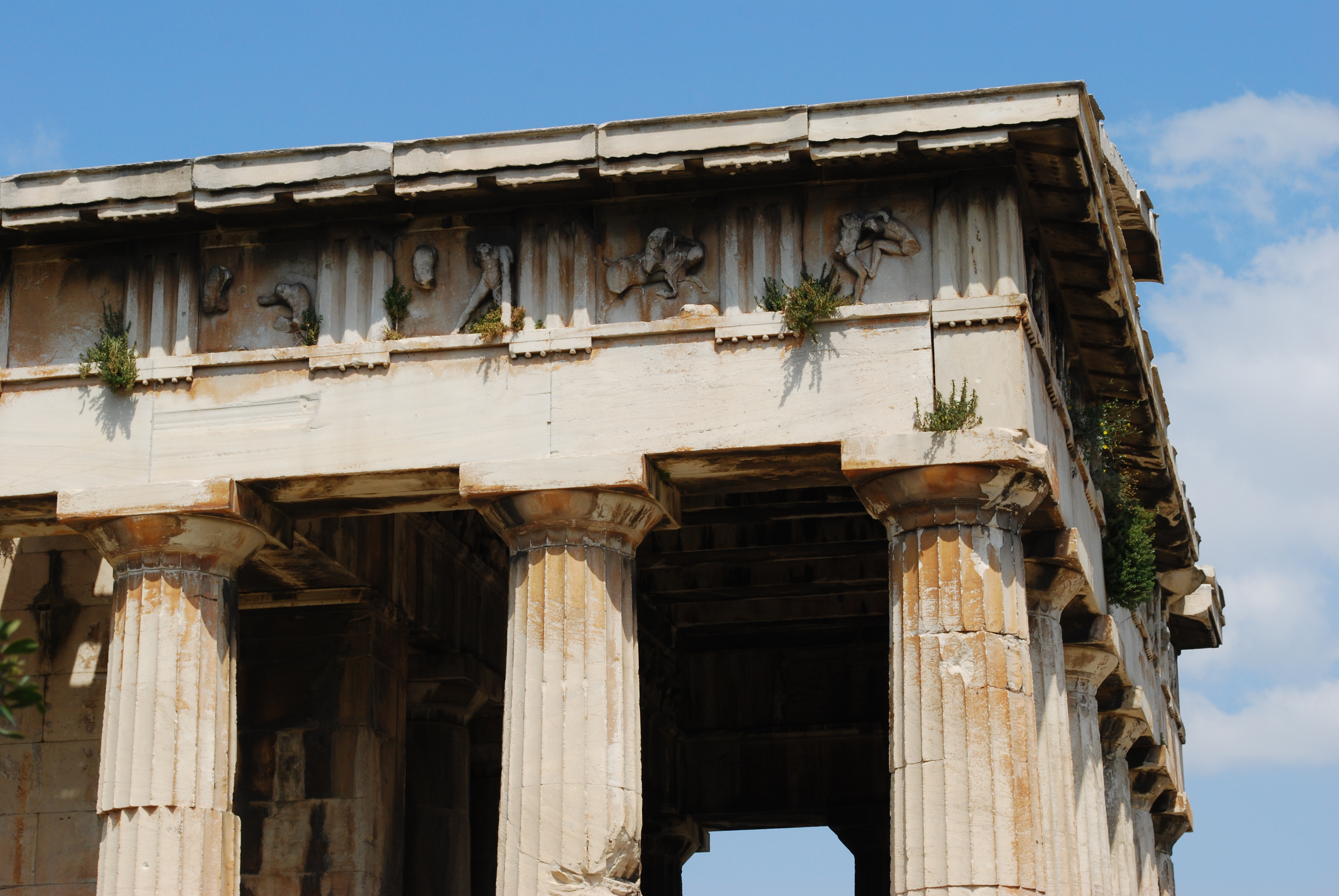
多立克式腰線，赫淮斯托斯神庙

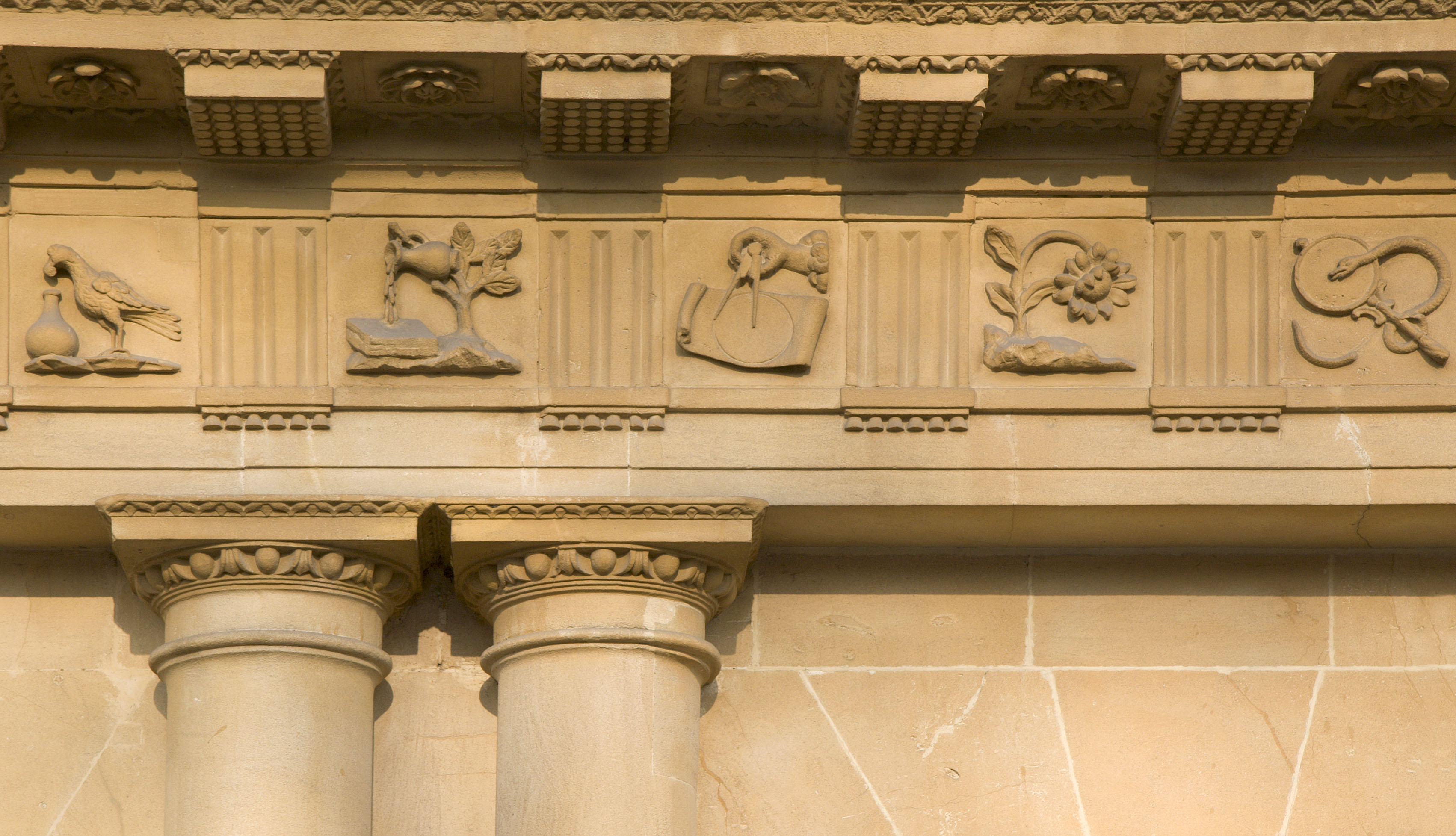
巴斯圆形广场

飾帶（Frieze）或稱簷壁飾帶、樑上飾帶，是一個建築用語。飾帶主要位於建築正面的在楣樑和簷口之間，同時也有位於建築內部的飾帶，既有簡潔的樣式，也有加上愛奧尼柱式或科林斯柱式裝潢的樣式。

## 說明
根據情況，楣可以沿著牆壁、壁爐、橫梁、門框、鋪路或瓷磚、底座、天花板的角度（在牆紙上或天花板上）或在邊緣上劃線。它還可以裝飾傢具或其他物品。

## 古典建築
在古典建築中，飾帶是古典柱式中的重要部分。在塔司干柱式，飾帶鮮少被線腳或雕刻裝飾，稱之為「裸楣」。同時在多立克式建築中，挑簷底面也常出現鑲嵌雨珠飾的mutule，通常對齊柱子。